# Markgrafschaft Baden-Durlach
Die Markgrafschaft Baden-Durlach war ein frühneuzeitliches Territorium des Heiligen Römischen Reiches. Sie entstand 1535 zusammen mit der Markgrafschaft Baden-Baden durch Erbteilung aus der Markgrafschaft Baden und bestand bis 1771.

## Territorium
Die Markgrafschaft Baden-Durlach umfasste ein Gebiet am mittleren Oberrhein um die Städte Pforzheim und Durlach, die Markgrafschaft Hachberg um Emmendingen und ein als Markgräflerland bezeichnetes Gebiet am südlichen Oberrhein zwischen Müllheim und Lörrach.
Im Detail sind die territorialen Bestandteile nachfolgend aufgeführt:
Untere Markgrafschaft (ca. 3/7 der Gesamtfläche)
- untere Markgrafschaft Baden-Durlach
  - Oberamt Pforzheim
  - Amt Stein/Langensteinbach
  - Oberamt Durlach
  - Oberamt Karlsruhe (frühere Ämter Mühlburg, Staffort und Graben)
- die eingezogenen Lehen Rhodt unter Rietburg in der Pfalz und Münzesheim im Kraichgau

Obere Markgrafschaft (ca. 4/7 der Gesamtfläche)
- Oberamt Hochberg
  - Markgrafschaft Hachberg
  - Herrschaft Prechtal (Kondominium mit dem Haus Fürstenberg)
- Markgräflerland
  - Herrschaft Badenweiler (auch Oberamt Badenweiler)
  - Oberamt Rötteln (ca. 450 km²)
    - Landgrafschaft Sausenberg
    - Herrschaft Rötteln.

## Geschichte

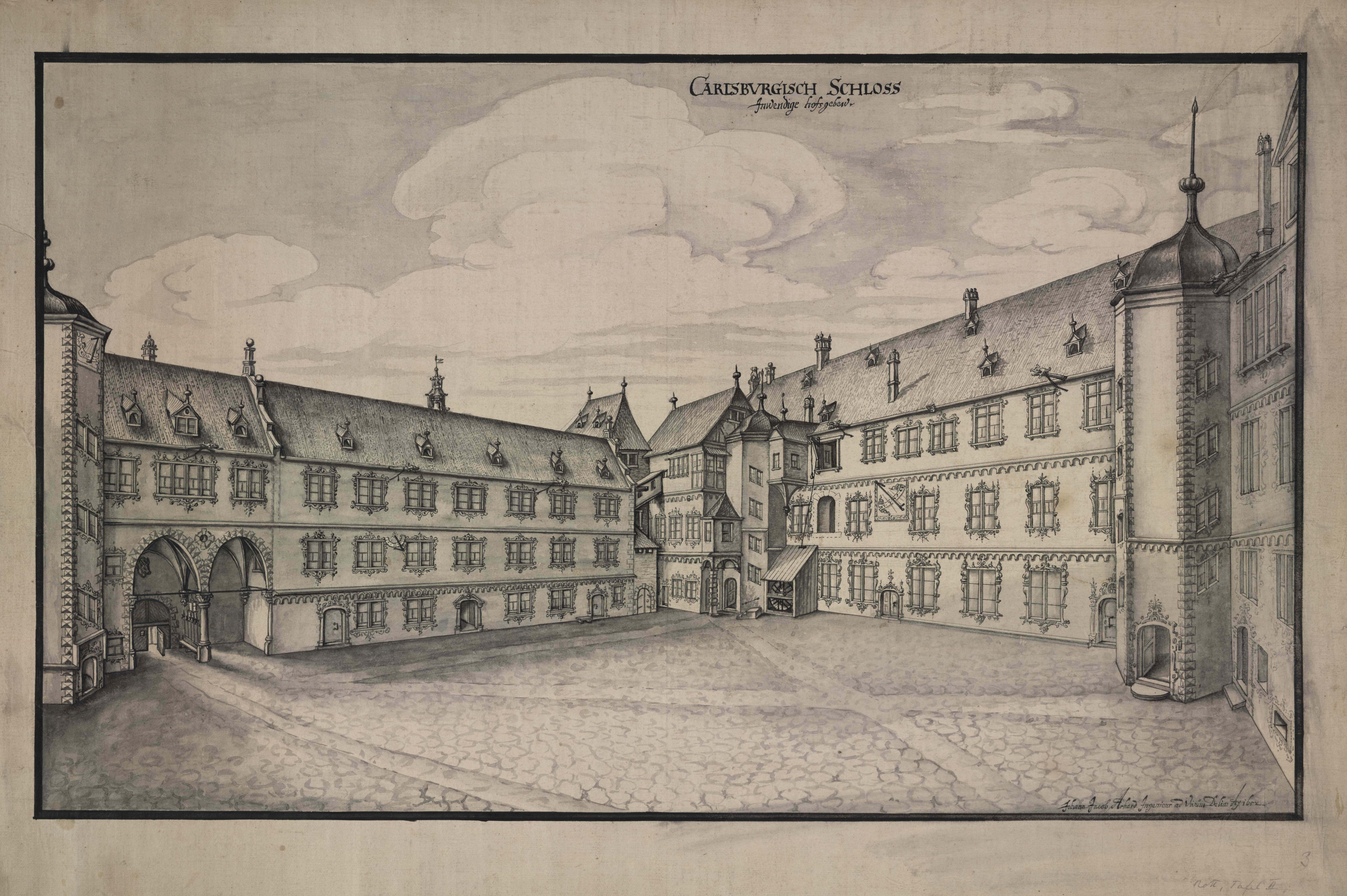
Die Durlacher Residenz Karlsburg im Jahr 1652

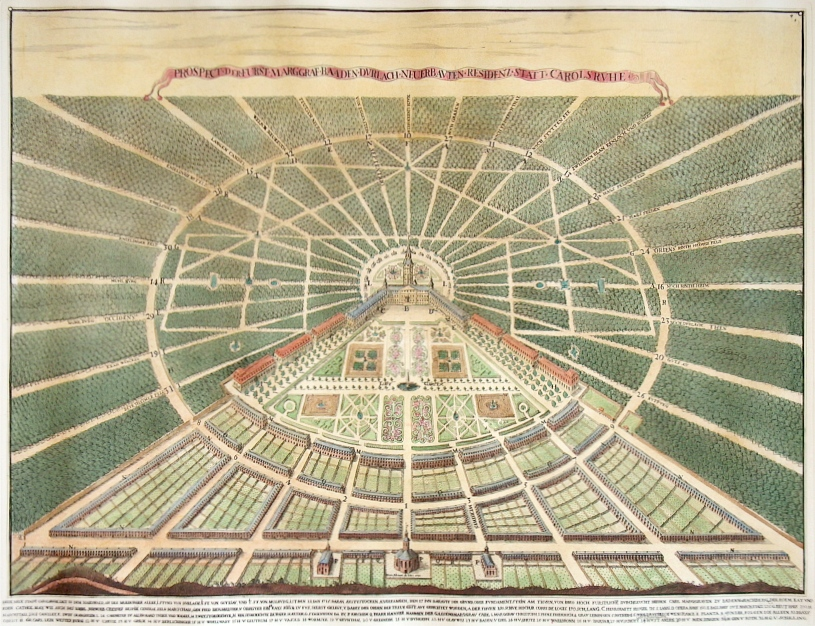
Idealisierte Karlsruher Stadtansicht, Kupferstich 1721

1535 entstanden aus der Markgrafschaft Baden durch Erbteilung die Markgrafschaften Baden-Baden und Baden-Durlach. Markgraf Karl II. führte 1556 die Reformation ein und verlegte 1565 die Residenz von Pforzheim nach Durlach in die Karlsburg.
Ab 1594 übte Baden-Durlach im Rahmen der oberbadischen Okkupation die Zwangsverwaltung in Baden-Baden aus. Sie endete 1622, nachdem Markgraf Georg Friedrich in der Schlacht bei Wimpfen unterlegen war. Im Pfälzischen Erbfolgekrieg wurden Pforzheim und Durlach niedergebrannt.
Markgraf Karl Wilhelm baute ab 1715 sein neues Schloss in der freien Ebene; die um das Schloss entstehende Stadt wurde später Karlsruhe genannt.
Markgraf Karl Friedrich erbte 1771 die Markgrafschaft Baden-Baden, die zusammen mit Baden-Durlach wieder in der Markgrafschaft Baden aufging.
Die Sommerresidenz des Markgrafen von Baden-Durlach war der Markgräflerhof in Basel. Dort besaßen die Markgrafen weitere Liegenschaften.

## Wappen

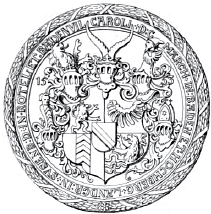
Siegel Karl II.

Das Wappen unterlag im Lauf der Zeit Veränderungen. Hier wird das Wappen beschrieben, das auch auf dem Siegel des Markgrafen Karl II. abgebildet ist.
Im Mittelschild befindet sich der rote badische Schrägbalken auf goldenem Grund. Im ersten Feld ist der gekrönte rote Löwe der Landgrafschaft Sausenberg abgebildet. Das zweite Feld zeigt den Flügel der Herrschaft Üsenberg und das dritte einen Pfahl mit drei Sparren, das Wappen der Herrschaft Badenweiler. Im vierten Feld findet sich schließlich der rote Löwe der Herrschaft Rötteln.
Der Wappenschild ist umgeben von fünf Helmen. Auf dem mittleren sind die badischen Steinbockhörner zu sehen. Daneben befinden sich Helme mit dem sausenbergischen Löwen und mit dem Mannesrumpf, der den Flügel des üsenbergischen Wappens trägt. Auf der linken Seite des Bildes ist ein Helm mit einem Jünglingsrumpf zu sehen, der den Pfahl des Badenweiler Wappens trägt, und rechts eine Bischofsmütze, die die Schirmvogtei der Herrschaft Rötteln über mehrere Klöster symbolisiert.

## Militärwesen
Die Markgrafschaft hatte entsprechend der Reichsmatrikel einen Beitrag zu den Reichstruppen, d. h. zum Kontingent des schwäbischen Reichskreises zu leisten. Neben dem für die Kreistruppen gehaltenen stehenden Heer bauten die Markgrafen zusätzlich sogenannte Haustruppen – eine Leibgarde – auf.
1770 hatte die Markgrafschaft insgesamt (Kreis- und Haustruppen) 807 Soldaten in Dienst, die die vier Kompanien eines Grenadier-Bataillons, eine Füsilier-Abteilung und eine Dragoner-Kompanie bildeten.
Die größte Streitmacht in der Geschichte Baden-Durlachs stellte Markgraf Georg Friedrich 1622 auf. Er zog mit 15 000 Mann – großenteils angeworbene Söldnertruppen – in die Schlacht bei Wimpfen.

## Rechtspflege
Das Badische Landrecht von 1622 wurde auf Initiative von Markgraf Georg Friedrich von Baden-Durlach für die während der oberbadischen Okkupation zeitweise vereinigten Markgrafschaften Baden-Durlach und Baden-Baden entworfen und erstmals 1622 gedruckt.

## Kalender
In der Markgrafschaft galt – wie im ganzen Reich bis 1582 – der Julianische Kalender. Während jedoch die Markgrafschaft Baden-Baden 1582 die Umstellung auf den Gregorianischen Kalender vornahm – dem 4. Oktober 1582 folgte sogleich der 15. Oktober 1582 – behielt Baden-Durlach wie alle evangelischen Reichsstände den Julianischen Kalender, da man in Zeiten des Religionskonflikts ja nicht einfach einer Bulle des Papstes Folge leisten wollte.
Das Corpus Evangelicorum im Reichstag verständigte sich erst 1699 auf eine Annäherung an den Gregorianischen Kalender, den sogenannten verbesserten Julianischen Kalender. Die Einführung in Baden-Durlach erfolgte um 1700; dem 18. Februar folgte sogleich der 1. März 1700. In den Kirchenbüchern der Markgrafschaft sind demnach keine Eintragungen für den 19. bis 28. Februar 1700 zu finden.

## Religion
Wie das gesamte deutsche Reich war die Markgrafschaft zu Beginn seine Existenz römisch-katholisch. Markgraf Karl II. erließ per 1. Juni 1556 eine neue Kirchenordnung nach württembergischem (d. h. lutherischem) Muster und führte damit die Reformation in seinen Landen ein.
Obwohl seine beiden ältesten Söhne sich vom Luthertum abwandten (Ernst Friedrich konvertierte 1599 zum Calvinismus und Jakob 1590 zum Katholizismus) blieb Baden-Durlach mit kurzen regionalen Unterbrechungen lutherisch, da der dritte Sohn, Georg Friedrich lutherisch blieb, seine Brüder überlebte und das Land wieder vereinigte.
Der Markgraf war auch jeweils das Oberhaupt der evangelischen Landeskirche. Die tatsächliche Verwaltung der Kirche wurde durch einen Kirchenrat geleitet. Für das Oberland und das Unterland war jeweils ein Generalsuperintendent eingesetzt, der die Diözesen beaufsichtigte, die von einem Spezialsuperintendenten geleitet wurden. Diese wiederum kontrollierten die Pfarreien. Die einheitliche Auslegung der Glaubensgrundsätze wurde durch regelmäßige Kirchenvisitationen sichergestellt.

## Kultur

### Dialekt

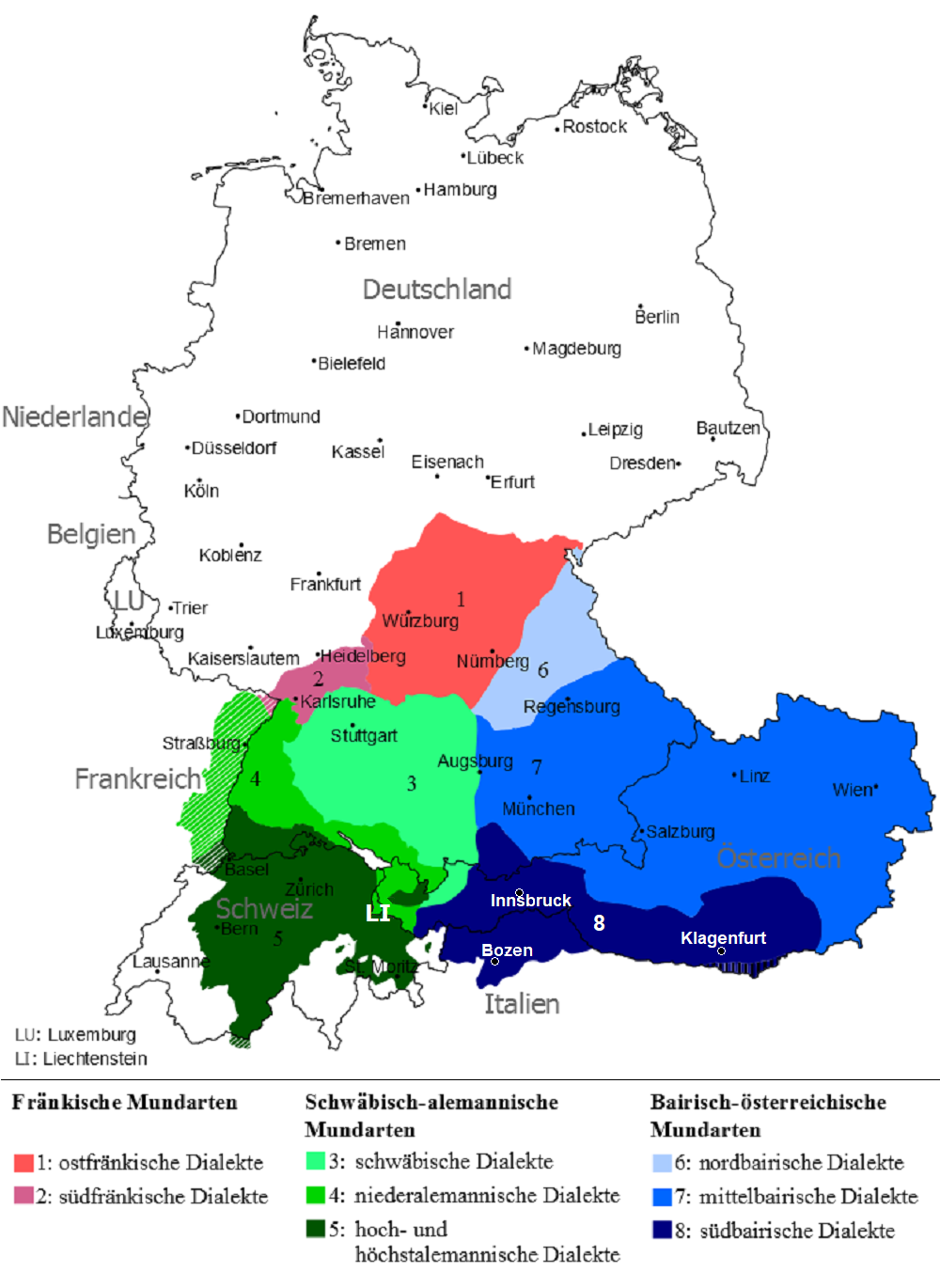
Verbreitungsgebiet der oberdeutschen Mundarten

Auch sprachlich stellen die Gebietsteile der Markgrafschaft keine Einheit dar. In der Landgrafschaft Sausenberg und den Herrschaften Badenweiler und Rötteln (südlich von Freiburg) werden hochalemannische Mundarten gesprochen. In der Markgrafschaft Hachberg (um Emmendingen) wird eine niederalemannische Mundart gesprochen und in der unteren Markgrafschaft (Karlsruhe-Pforzheim) ein südfränkischer Dialekt.

### Hochschulen
Die Markgrafschaft hatte nie eine Universität. Gleichwohl war das Niveau der höchsten Schule, des 1583 gestifteten gymnasium illustre in Karlsruhe, zeitweise auf dem von Universitäten. Ursprünglich diente die Institution hauptsächlich der Ausbildung linientreuer Pfarrer zur Absicherung der Reformation. Unter wirtschaftlichen Gesichtspunkten wollte man die Landeskinder möglichst spät an Universitäten außerhalb des Heimatlandes schicken, um das Geld im Land zu halten. Die Schule nahm 1586 den Unterricht in Durlach auf und wurde dann 1724 von Markgraf Karl Wilhelm nach Karlsruhe verlegt.

### Musik und Theater
Bereits 1662 wird von einer Hofkapelle des Markgrafen berichtet. Kapellmeister waren: Enoch Blinzig (1707 bis 1708), Giuseppe Beniventi (1712 bis 1718), Johann Philipp Käfer (1718 bis 1722), Johann Melchior Molter (1722 bis 1733 und 1743 bis 1765), Giacinto Schiatti (1765 bis 1776).

## Die regierenden Markgrafen
Von 1577 bis 1584 und von 1738 bis 1746 gab es vormundschaftliche Regierungen; diese Regenten sind in der nachfolgenden Aufstellung nicht gesondert dargestellt, sondern nur im Text erwähnt.
|  | Name (Lebensdaten)                                                                                            | Regierungszeit | Anmerkungen |
|  | --- | -------------- | --- |
|  | Ernst (* 7. Oktober 1482 in Pforzheim; † 6. Februar 1553 in Sulzburg)                                         | 1515–1553      | Sohn des Markgrafen Christoph I. von Baden. Seit dessen Entmachtung 1515 Regent im südbadischen Oberland. Begründete nach dem Tode seines Bruders Philipp I. 1533 und der Zweiteilung der Markgrafschaft das Haus Baden-Pforzheim (später Baden-Durlach) – nach ihm auch Ernestinische Linie genannt. |
|  | Karl II. (* 24. Juli 1529 in Sulzburg; † 23. März 1577 in Durlach)                                            | 1553–1577      | Sohn Ernsts. Ab 1552 Regent gemeinsam mit seinem Halbbruder Bernhard, nach dessen Tod 1553 alleiniger Markgraf. Führte 1556 nach dem Augsburger Religionsfrieden planmäßig die Reformation ein. Verlegte 1565 die Residenz in die Durlacher Karlsburg. |
|  | Ernst Friedrich (* 17. Oktober 1560 in Mühlburg; † 14. April 1604 in Remchingen)                              | 1584–1604      | Sohn Karls II. Vormundschaftsregierung durch Markgräfin Anna von Pfalz-Veldenz und verschiedene protestantische Fürsten bis 1584. Erneute Landesteilung, bei der Ernst Friedrich Durlach und Pforzheim, sein erster Bruder Jakob III. (1562–1590) Hachberg und sein zweiter Bruder Georg Friedrich Rötteln-Sausenberg erhielt. Förderte ein Gymnasium Illustre in Durlach. Nahm 1594 die Verschuldung Eduard Fortunats zum Anlass, um die obere Markgrafschaft Baden-Baden militärisch zu besetzen (Oberbadische Okkupation). Lehnte 1599 die Konkordienformel ab und trat vom Luthertum zum Calvinismus über, was zu Unruhen führte. |
|  | Georg Friedrich (* 30. Januar 1573; † 24. September 1638 in Straßburg)                                        | 1604–1622      | Sohn Karls II. Seit 1595 Regent des Oberlandes, nach dem Tod des älteren Bruders 1604 alleiniger Markgraf von Baden-Durlach und de facto auch Baden-Baden. Strenggläubiger Protestant und Gründungsmitglied der Protestantischen Union. Dankte 1622 zu Gunsten seines Sohnes ab, um sich als Heerführer im Dreißigjährigen Krieg zu engagieren. Niederlage bei Wimpfen. |
|  | Friedrich V. (* 6. Juli 1594 in Sulzburg; † 8. September 1659 in Durlach)                                     | 1622–1659      | Sohn Georg Friedrichs. Besetzung und Plünderung Baden-Durlachs durch kaiserliche Truppen. Verbündete sich, um dem Restitutionsedikt zu entgehen, 1631 mit den Schweden und eroberte mit deren Unterstützung Baden-Baden und Teile des Breisgaus. Floh nach der verlorenen Schlacht bei Nördlingen nach Basel. Wurde vom Kaiser für abgesetzt erklärt; seine Markgrafschaft zerschlagen. Durch den Westfälischen Frieden Wiederherstellung der Markgrafschaft. |
|  | Friedrich VI. (* 16. November 1617 auf der Karlsburg, Durlach; † 10. Januar 1677 oder 31. Januar 1677 ebenda) | 1659–1677      | Sohn Friedrichs V. General der schwedischen Armee. Rief zum letzten Mal die Landstände ein. Kämpfte im Türkenkrieg 1663/1664 und im Holländischen Krieg auf Seiten der Habsburger, wurde 1674 Reichsgeneralfeldmarschall. |
|  | Friedrich VII. Magnus (* 23. September 1647 in Ueckermünde; † 25. Juni 1709 in Durlach)                       | 1677–1709      | Sohn Friedrichs VI., widmete sich hauptsächlich der Innenpolitik. Besetzung und größflächige Zerstörung der Markgrafschaft durch französische Truppen im Pfälzischen (1688–1697) und Spanischen Erbfolgekrieg (1701–1714). Flucht des Markgrafen nach Basel. |
|  | Karl III. Wilhelm (* Januar 1679 in Durlach; † 12. Mai 1738 in Karlsruhe)                                     | 1709–1738      | Sohn Friedrichs VII. Offizier im Spanischen Erbfolgekrieg, 1715 kaiserlicher Generalfeldmarschall. Regierte als absoluter Herrscher, sanierte die Staatsfinanzen und schuf eine zuverlässige Verwaltung. Legte 1715 den Grundstein für seine neue Residenz, Schloss und Stadt Karlsruhe. |
|  | Karl Friedrich (* 22. November 1728 in Karlsruhe; † 10. Juni 1811 ebenda)                                     | 1738/1746–1811 | Sohn des Erbprinzen Friedrich (1703–1732). Bis 1746 Vormundschaftsregierung durch Prinz Karl August. Aufgeklärter absolutistischer Herrscher und Anhänger der Physiokratie. 1771 Wiedervereinigung Badens nach Aussterben der Baden-Badener Linie. Endgültiger Verlust der linksrheinischen Besitzungen durch die Revolutionskriege, jedoch Aufstieg als Herrscher von Napoleons Gnaden: 1803 Kurfürst, 1806 Großherzog und Beitritt zum Rheinbund. Starke Vergrößerung Badens durch Annexion der rechtsrheinischen Kurpfalz, des Breisgaus, der Ortenau sowie Säkularisation und Mediatisierung.                                     |